# Nat Peck
Nat Peck (New York, 13 januari 1925 - Londen, 25 oktober 2015) was een Amerikaanse jazz-trombonist.

## Biografie
Peck speelde bij de bands van Glenn Miller (1943-1945) en Don Redman (1947). Hierna woonde hij van 1947 tot 1951 in Frankrijk, waar hij studeerde aan het conservatorium van Parijs (1949-1951). In 1949 ging hij op tournee met Coleman Hawkins. Hij speelde in die jaren verder met James Moody (1949-1950), Roy Eldridge, Don Byas, Kenny Clarke (1950) en Bobby Jaspar/Roger Guerin, Dizzy Gillespie (waarmee hij in 1953 opnames maakte), Zoot Sims/Henri Renaud en Martial Solal. 
In de jaren zestig keerde hij terug naar Frankrijk en werkte daar onder meer met Michel Legrand en Duke Ellington. Ook was hij in dat decennium actief in Engeland en Duitsland, onder meer als muzikant bij de Sender Freies Berlin. Tevens speelde hij bij Quincy Jones en, in de periode 1963-1969, de bigband van Kenny Clarke en Francy Boland. In Engeland was hij in de tweede helft van de jaren zestig werkzaam in de studio's en de film- en televisiewereld. Hierna speelde hij bij Benny Goodman (1970-1972) en Peter Herbolzheimer (1979). 
- Biblioteca Nacional de España: XX1726077
- Bibliothèque nationale de France: cb13898325x (data)
- Gemeinsame Normdatei: 135222710
- International Standard Name Identifier: 0000 0000 7825 9849
- Library of Congress Control Number: no2011046486
- MusicBrainz: e4845aed-02f8-49aa-b073-5f763c6016ea
- Nationale Bibliotheek van Israël: 987007576293505171
- Virtual International Authority File: 17408496
- WorldCat: E39PBJyRFCgxdtDgbpdQWc3PcP